# Camponotus paradoxus
Camponotus paradoxus är en myrart som beskrevs av Mayr 1866. Camponotus paradoxus ingår i släktet hästmyror, och familjen myror. Inga underarter finns listade.